# Peleianus
Peleianus is een geslacht van kreeftachtigen uit de klasse van de Malacostraca (hogere kreeftachtigen).

## Soort
- Peleianus suluensis Serène, 1971